# Julien Vinson
Julien Vinson   (antic 11è districte de París, 21 de gener de 1843 - Liborna, 21 de novembre de 1926) va ser un lingüista francès especialitzat en les llengües de l'Índia, principalment el tàmil, i també en la llengua basca.

## Primers anys
Julien Vinson va néixer el 1843 en una família francesa que vivia a Pondicherry, Índia. Va aprendre les llengües del país des de molt jove. Vinson va estudiar primer a l'Escola Forestal de Nancy, i va ser nomenat inspector adjunt de boscos i després inspector d'aigües i silvicultura. Com a aficionat va dedicar tot el seu temps lliure a la lingüística. Va col·laborar a la Revue orientale (Revista Oriental), després a la Revue de linguistique et de philologie comparée (Revista de Lingüística i Filologia Comparada). Pertanyia a l'escola naturalista de lingüística, en aquell moment contrari als defensors de l'escola de lingüística comparada històrica representada per Michel Bréal i Gaston Paris.

## Lingüista
A partir de 1873, l'editor Abel Hovelacque va contractar Vinson i Émile Picot com a coeditors de la revista. El 1874 Hovelacque va cedir com a director a Julien Girard Rialle. El 1880, Picot es va jubilar. Girard de Rialle i Vinson compartien la direcció de la revista. Finalment, el 1882, Vinson es va convertir en l'únic responsable de la revista fins que va tancar el 1916. Julien Vinson va emprendre la major part del seu treball sobre la llengua basca i les llengües índies (hindustànic, tàmil), sense deixar de banda altres àmbits com les llengües americanes. El 1903 seria el primer a crear una gramàtica de la llengua tàmil en francès dibuixant exemples extensos de textos tàmils. El 1879, va ser responsable de l'ensenyament de l'hindustani i el tàmil a l'Escola de Llengües Orientals Vives. Allà va ser professor des de 1882 fins a la seva mort el 1926.
El 1882 es va publicar el Grammaire et vocabulaire de la langue Taensa, avec textes traduits et commentés par J.-D. Haumonté, Parisot, L. Adam a París i va provocar un enrenou entre els lingüistes. Pretenia descriure la llengua taensa, la llengua fins ara indocumentada d'un poble de Louisiana. Quan es va publicar el material, Vinson i Lucien Adam van donar suport al treball. Més tard, Vinson i altres lingüistes van arribar a creure que era un engany.